# Бенгальская лисица
Бенга́льская лиси́ца (Индийская лисица)(лат. Vulpes bengalensis) — вид млекопитающих из рода лисицы семейства псовых.

## Внешний вид
Лисица среднего размера. Длина тела составляет 45-60 см, хвоста — 25-35 см, высота в холке достигает 26-28 см. Масса 1,8-3,2 кг. Шерсть короткая, приглаженная. Окраска варьирует от песчано-оранжевой до красновато-коричневой. Кончик хвоста чёрный. Половой диморфизм отсутствует.

## Распространение и численность
Эндемик Индийского субконтинента. Обитает в предгорьях южных Гималаев, в Непале, Бангладеш и Индии вплоть до южной оконечности Индостана.
Численность, несмотря на обширный ареал, довольно низкая и колеблется в широких пределах: 2 особи на 10-60 км². Вид достаточно чувствителен к изменениям природной среды обитания.

## Местообитание
Бенгальские лисицы обитают в полубезводных областях, на полях и лугах, в редколесье; в горах поднимаются до высоты 1350 м над уровнем моря. Иногда избирают для постоянного обитания местности, расположенные по соседству с человеческими поселениями. Избегают густых лесов и истинных пустынь.

## Образ жизни
Рацион включает в себя мелких млекопитающих, насекомых, членистоногих, рептилий, яйца птиц. Иногда также питается плодами (например, дыни). Продолжительность жизни до 10 лет.
Охотятся по одной особи, преимущественно в сумерках или ночью. Иногда лисицу можно встретить и днем, но только в удаленных от поселений людей местах.

## Размножение
Бенгальские лисицы моногамны, живут парами в норах. Ведут преимущественно сумеречный и ночной образ жизни в труднодоступных местах. В местностях, не заселенных людьми, активны и днём. Роют норы двух типов: простые короткие логова с двумя выходами, используемыми в течение кратких периодов отдыха, и сложные пещеристые, с целым рядом используемых входов.
Беременность длится 53 дня. В помёте от 2 до 5 щенков, которые весят по 50-100 г. Продолжительность лактации неизвестна. Иногда молодняк из последнего помёта остаётся с родителями на длительное время.

## Бенгальская лисица и человек
В предгорьях Гималаев и в некоторых других регионах являются объектом спортивной охоты. В некоторых областях их отлавливают ради меха. Некоторые части тела (мясо, зубы, когти) используются в традиционной медицине.